# Liste der grönländischen Innenminister
Die Liste der grönländischen Innenminister listet alle grönländischen Innenminister.
| Antritt            | Abgang             | Innenminister       | Leben     | Partei                    | Regierung                        | evtl. übergeordnetes Ministerium |
| ------------------ | ------------------ | ------------------- | --------- | ------------------------- | -------------------------------- | -------------------------------- |
| 7. Mai 1979        | 17. März 1991      | Jonathan Motzfeldt  | 1938–2010 | Siumut                    | Motzfeldt I, II, III, IV, V      | Regierungschef                   |
| 17. März 1991      | 19. September 1997 | Lars-Emil Johansen  | * 1946    | Siumut                    | Johansen I, II                   | Regierungschef                   |
| 19. September 1997 | 14. Dezember 2002  | Jonathan Motzfeldt  | 1938–2010 | Siumut                    | Motzfeldt VI, VII, VIII          | Regierungschef                   |
| 14. Dezember 2002  | 12. Juni 2009      | Hans Enoksen        | * 1956    | Siumut                    | Enoksen I, II, III, IV, V        | Regierungschef                   |
| 12. Juni 2009      | 5. April 2013      | Anthon Frederiksen  | * 1953    | Kattusseqatigiit Partiiat | Kleist                           |                                  |
| 5. April 2013      | 12. Dezember 2014  | Vittus Qujaukitsoq  | * 1971    | Siumut                    | Hammond I, II, Kielsen (interim) |                                  |
| 12. Dezember 2014  | 15. Mai 2018       | Kim Kielsen         | * 1966    | Siumut                    | Kielsen I, II                    | Regierungschef                   |
| 15. Mai 2018       | 5. Oktober 2018    | Vittus Qujaukitsoq  | * 1971    | Nunatta Qitornai          | Kielsen III                      |                                  |
| 5. Oktober 2018    | 23. April 2021     | Kim Kielsen         | * 1966    | Siumut                    | Kielsen IV, V, VI                | Regierungschef                   |
| 23. April 2021     | 23. November 2021  | Asii Chemnitz Narup | * 1954    | Inuit Ataqatigiit         | Egede I                          |                                  |
| 23. November 2021  | 5. April 2022      | Mimi Karlsen        | * 1957    | Inuit Ataqatigiit         | Egede I                          |                                  |
| 5. April 2022      | amtierend          | Jess Svane          | * 1959    | Siumut                    | Egede II                         |                                  |